# Cicadula intermedia
Cicadula intermedia är en insektsart som beskrevs av Karl Henrik Boheman 1845. Cicadula intermedia ingår i släktet Cicadula och familjen dvärgstritar. Arten är reproducerande i Sverige. Inga underarter finns listade i Catalogue of Life.